# Sistema de gestión de ensayos clínicos
Un sistema de gestión de ensayos clínicos (CTMS por sus siglas en inglés) es un sistema de software utilizado por la biotecnología y las industrias farmacéuticas para dirigir pruebas clínicas en investigación clínica. El sistema mantiene y dirige funciones de planeamiento, ejecución e información, junto con la información de contacto del participante, siguiendo fechas límite e hitos.

## Terminología
eClinical es un término que se utiliza dentro de la industria biofarmaceutica para referirse a tecnología de pruebas de automatización. Originalmente, "eClinical" se utilizaba para referirse a cualquier tipo de tecnología involucrada en el tema.
Sin una definición más específica, la industria utiliza "eClinical" para nombrar tecnologías como la registro de datos electrónicos, sistemas de gestión de ensayos clínicos o de aleatorización y sistema de gestión y suministro de pruebas, comúnmente usando sistemas interactivos de respuesta de voz, registros electrónicos de pacientes y otros formularios.
Más recientemente, el término evolucionó para abarcar el "proceso de negocio" entero en vez de tecnologías individuales. Un ejemplo de una "solución eClinical " es la combinación de sistemas EDC y IVR, donde la data en común es compartida de manera que se elimina la necesidad de los usuarios de introducir el mismo dato o realizar la misma acción en ambos formularios. El cambio en la definición de "eClinical" ha sido una parte natural de la evolución de la industria para buscar mejores maneras de utilizar las múltiples tecnologías en conjunto dentro de un ensayo clínico.

## Antecedentes
Mientras que las soluciones individuales han ayudado a automatizar o simplificar determinadas áreas de aplicación, mantener los múltiples sistemas que contienen superposición de datos y la funcionalidad trajo ineficacias significativas. La industria encontró que eliminando discrepancias de datos entre sistemas se han reducido las actividades de reconciliación de datos y han ayudad a asegurar que aquellos responsables de una prueba clínica siempre tengan información actual y veraz. A medida que el número de formularios relevantes aumenta con una mayor adopción de EDC y otras tecnologías, los problemas de duplicación de los datos y la redundancia en proceso han aumentado. Como consecuencia, la búsqueda de un conjunto de tecnologías integradas para optimizar el flujo de trabajo y para mejorar la utilización se ha vuelto una característica clave del último enfoque de la industria "eClinical" . Además, mejora la productividad reduciendo la necesidad de personal interno para el ingreso de datos.

## Propósito
A menudo, un sistema de gestión de ensayos clínico proporciona datos a un sistema de inteligencia empresarial, el cual actúa como un tablero de mandos digital para los directores de prueba.

## Funciones y configuraciones
En las fases tempranas de los ensayos clínicos, cuando el número de pacientes y de pruebas es pequeño, programas internos o caseros son tradicionalmente utilizados para manejar sus datos. En fases más tardías, el volumen y la complejidad de datos crece, motivando a muchas organizaciones a adoptar software más comprensible. El software disponible incluye presupuestación, administración de pacientes, conformidad con los controles del gobierno en cuanto a la administración de proyecto, finanzas, manejo y reclutamiento de pacientes, dirección de investigador, cumplimiento normativo y compatibilidad con otros sistemas como el registro de datos electrónicos y sistemas de notificación de eventos adversos.
Además de en las industrias farmacéuticas y en la biotecnología, CTMSs es ampliamente utilizado en sitios donde la investigación clínica es conducida, tales como hospitales de investigación, prácticas médicas, centros médicos académicos y centros oncológicos.
Mientras las compañías farmacéuticas que patrocinan pruebas clínicas pueden proporcionar un CTMS a los sitios que participan en sus ensayos, los sitios pueden operar un CTMS para apoyar operaciones diarias en áreas tales como la viabilidad de la realización de estudios, para agilizar el flujo de trabajo de los coordinadores e investigadores de ensayos, para proporcionar un sitio centralizado para albergar toda información relacionada con los ensayos, y para mejorar la gestión de datos clínicos al equipar al personal, incluyendo bioestadísticos y administradores de base de datos.
Algunos CTMS están en la nube y se entregan en modalidad de software como servicio (SaaS), mientras otros requieren servidores especializados.

## Productos comerciales
Varios vendedores comerciales están disponibles, un ejemplo es la compañía danesa (europea) EasyTrial (www.easytrial.net), el cual tiene un sistema SaaS. EDETEK CTMS proporciona una de las primeras soluciones CTMS en la nube. Intrínseco Archivado el 3 de febrero de 2017 en Wayback Machine. es el primer CTMS en el mundo que se construyó en Microsoft Dynamics, con integración nativa en Microsoft Office, que incluye Outlook, Excel, y SharePoint. Otro ejemplo es Flex Databases, que fue una de las primeras empresas en proporcionar CTMS con eTMF integrado y la primera en ofrecer soluciones de inteligencia artificial en la gestión electrónica de ensayos.

## Proyectos de código abierto
- VOXCE, un software libre CTMS (sistema de gestión de ensayos clínicos) github.com/trialmanager/voxce